# 王屋山
35°08′50″N 112°17′40″E / 35.14722°N 112.29444°E
王屋山，又称“天坛山”。位于河南省济源市西北40公里处，为中国国家级风景名胜区。山名之由来，有谓“山中有洞，深不可入，洞中如王者之宫，故名曰王屋也”。主峰之巅有石坛，据说为轩辕黄帝祭天之所。汉魏时列为道教十大洞天之首，为“天下第一洞天”。唐代司马承祯《天地宫府图·十大洞天》曰：“第一王屋山洞，周回万里，号曰小有清虚之天。”王屋山风景区内峰峦叠嶂、宫观林立、人文汇萃，神话中的愚公移山故事就发生在这里。
王屋山位于河南济源境内，素有北国风光最盛处之美誉，相传中华民族的人文始祖轩辕黄帝曾在此设坛祭天，连炎帝战蚩尤，实现了华夏历史上第一次民族大融合。这里香火鼎盛，灵气十足，有求子得子，求雨得雨，心想事成的美丽传说。也使得王屋山有了天下第一神山的炫目光环。成为华夏一统圣地，天下第一祭坛。据中国最早的地理志《禹贡》记载，王屋山以其山形若王者之屋而得名，主峰天坛山海拔1715米，一峰突起，素有天下砥柱之称。群山环绕天坛主峰使王屋山更具王者风范。道教在华夏历史上经久不衰，唐代著名道人司马承祯所著的《上清天宫地府经》中，将王屋山定位天下第一洞天。大唐盛世，玄宗皇帝将其妹玉真公主送至王屋山阳台宫修道，有诗仙李白的名句“愿随夫子天坛上，闲与仙人扫落花”，让后人对此遐思、神往、追寻。

## 神话傳說
傳說愚公苦於家門前有太行山 (古稱: 太形山)、王屋二山阻攔出路，因而率領子孫挖掘土石，決心鏟平二山。 典出《列子． 湯問》。 後用「愚公移山」比喻努力不懈，終能達成目標。

## 延伸阅读
[在维基数据编辑]
 《欽定古今圖書集成·方輿彙編·山川典·王屋山部》，出自陈梦雷《古今圖書集成》